# Академия (футбольный клуб, Ташкент)
«Академия» — бывший узбекистанский футбольный клуб из города Ташкент. Основан не позднее 1998 года. Учредителем клуба было МВД Республики Узбекистан.

## История
В 2000 году дебютировал сразу в Первой лиге чемпионата Узбекистана, стал победителем турнира и пробился в Высшую лигу, где в 2001 году сенсационно занял 5-е место. 
В 2002 году клуб сначала отказался от участия в чемпионате, а также снялся с 1/16 финала Кубка Узбекистана из-за финансовых проблем.
В том же сезоне победил в ташкентской зоне и группе финального этапа Второй лиги, но в итоге прекратил существование.

## Достижения
- Победитель Первой лиги: 2000.
- 5-е место в Высшей лиге: 2001.
- 1/4 финала Кубка Узбекистана: 2001/02.